# Mount Irvine
Mount Irvine est une montagne et un hameau des montagnes Bleues de la Nouvelle-Galles du Sud, en Australie, situé à 85 kilomètres au nord-ouest, et à deux heures et demi par voiture, du centre des affaires de Sydney, ce qui est visible depuis son sommet. Il est dans la zone d’administration de la Ville de Blue Mountains. Entouré complètement par la brousse montagneuse, le hameau se trouve principalement dans la Mount Irvine Road, sa seule voie d’accès, qui dessert aussi le village voisin de Mount Wilson. Selon le recensement de 2021, Mount Irvine a 22 habitants.

## Géographie
Culminant à une altitude de 926 mètres, le mont Irvine profite d’un microclimat pluvieux et d’un sol riche de basalte, vestige de l’activité volcanique ancienne, qui lui donnent plus de 1 500 millimètres de pluie par an et une abondance de forêts humides tempérées distinctes des bois environnants secs de sclérophylles. Ces conditions soutiennent des jardins spectaculaires qui sont semblables à ceux qui existent au mont Wilson.

## Histoire
Charles Scrivener fait le premier levé de la Mount Irvine Road en 1897. Il y retourna la même année avec son fils, qui amena deux de ses camarades diplômés du Collège agricole de Hawkesbury, et proposa de désigner la région comme une réserve nationale mais y échoua. Néanmoins, son fils et ses deux amis achètent les trois premières cessions de terre, et Scrivener s’y installe à sa retraite en 1915. Leurs familles demeurent à Mount Irvine aujourd’hui.
En 1980, le célèbre architecte australien Glenn Murcutt a dessiné deux maisons primées dans le hameau, dites les maisons Nicholas et Carruthers.
Jusqu'à sa fermeture en 2004, la Bowens Creek Road fournit une deuxième voie d’accès au hameau, depuis le village de Bilpin. Elle est actuellement entretenue uniquement comme un chemin de feux pour l’usage des services d’incendie ruraux de Nouvelles-Galles du Sud, tout comme de plusieurs routes mineures qui quadrillent la montagne, émanant depuis la Mount Irvine Road.

## Tourisme
Le hameau est trop petit pour permettre de l’agriculture commerciale à grande échelle, mais parmi sa quarantaine de propriétés se trouvent de plusieurs fermes de noix et de marrons, près du sommet du Mont Irvine, qui accueillent un nombre modeste de touristes pendant l’automne. Pour les randonneurs, le bout de la Mount Irvine Road constitue le point de départ du sentier vers les “chaussées tesselées,” un point d'intérêt dit ainsi pour sa formation rocheuse curieuse qui offre à des visiteurs une vue panoramique du Parc national Wollemi ainsi qu’un aperçu des gravures rupestres autochtones. La route entre Mount Wilson et Mount Irvine est fréquentée par des cyclistes pour son parcours sinueux dans des forêts de frênes magnifiques. Toute la brousse qui entoure la montagne fait partie du Parc national des Blue Mountains, un site inscrit au patrimoine mondial.